# Eritema
L'eritema és una lesió cutània caracteritzada pel to roig que agafa la pell, limitat o extens, permanent o passatger, a causa de fenòmens vasculars, que produeixen vasodilatació.
També s'utilitza el terme d'eritema per a anomenar algunes síndromes, com ara l'eritema nodós, l'eritema polimorf o el lupus eritematós.

## Causes
Pot ser causada per infecció, massatge o exercici físic, tractament elèctric, alguns medicaments tòpics per a l'acne, al·lèrgies, radiació solar (eritema solar), fotosensibilització, radiació ionitzant (ja segui per tractament amb radioteràpia o, rarament, aguda), depilació amb cera o amb pinces; qualsevol dels quals pot provocar que els capil·lars es dilatin, donant lloc a enrogiment.